# Gobio gobio
Gobio gobio é uma espécie de peixe pertencente à família Cyprinidae.
A autoridade científica da espécie é Linnaeus, tendo sido descrita no ano de 1758.

## Portugal
Encontra-se presente em Portugal, onde é uma espécie introduzida.
Os seus nomes comuns são barbo-espanhol, gobio ou góbio.

## Descrição
Trata-se de uma espécie de água doce e de água salobra. Atinge os 13 cm de comprimento padrão, com base de indivíduos de sexo indeterminado.